# Amphipoea aurigera
Amphipoea aurigera là một loài bướm đêm trong họ Noctuidae.